# Ravagnese
Ravagnese ('Rravagnìsi in dialetto reggino) è un quartiere di Reggio Calabria e costituisce la tredicesima circoscrizione del comune di Reggio Calabria.
Sulla costa di Ravagnese si trova l'Aeroporto di Reggio Calabria.

## La vallata del Valanidi
(da una tarantella reggina)
La XIII circoscrizione di Reggio comprende la metà nord della vallata del Valanidi, nella quale scorre appunto il Valanidi, una delle principali fiumare della regione. La fiumara del Valanidi, a circa 1,5 km dalla sua origine, si divide in due parti, creando una sorta di delta con un "triangolo" di terra asciutta al suo interno, chiamato la Forbice.

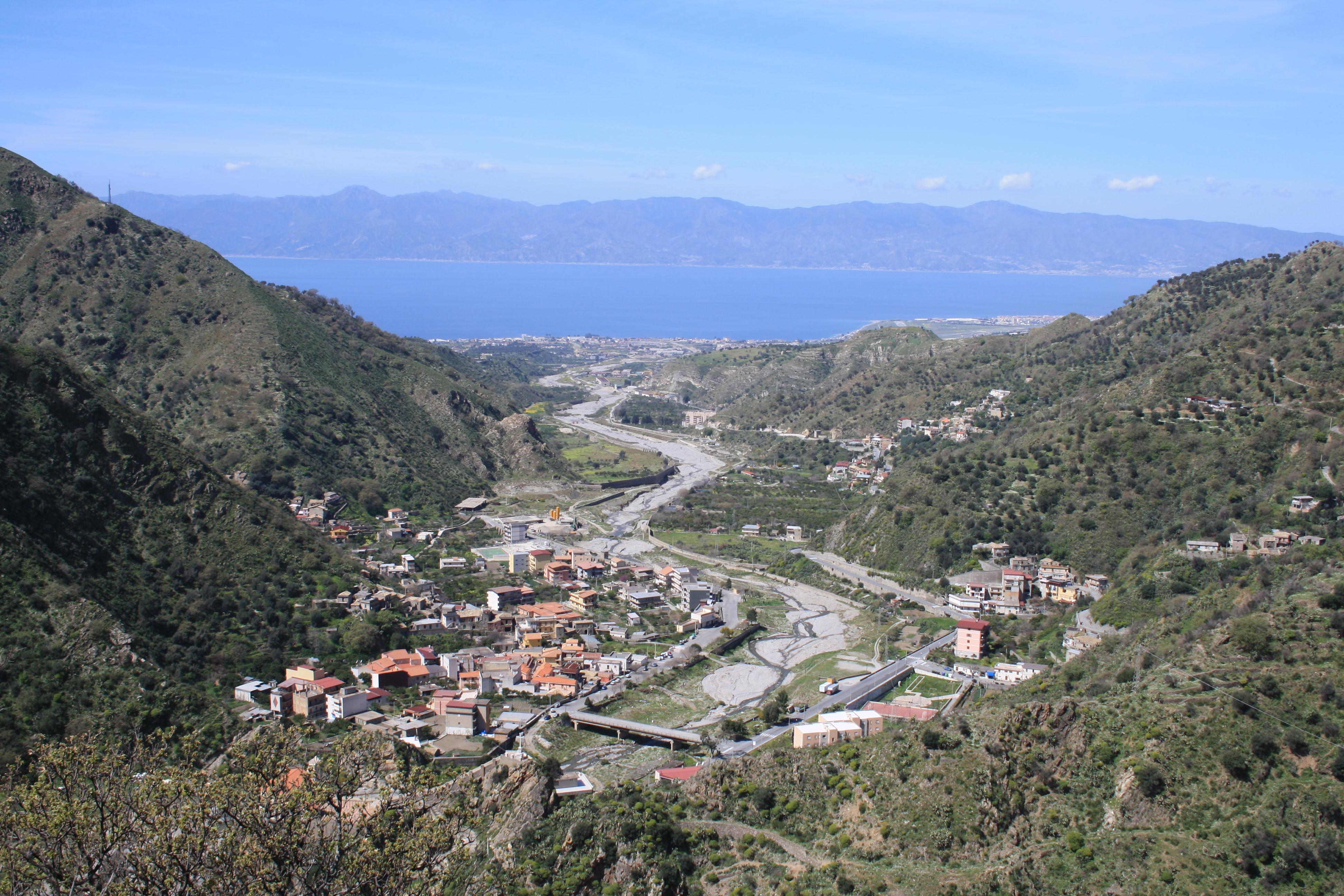
La vallata del Valanidi. Sullo sfondo la Sicilia.

Nei pressi del delta, sorge sul mare la frazione di San Gregorio (SanGriòli). Risalendo la vallata immediatamente al di sopra si trova Croce Valanidi con Bovetto, Luppinari e Pernasiti. Più in alto ancora San Giuseppe e Oliveto (U Livitu). Oltrepassato Oliveto, c'è Candico, Rosario Valanidi (a sua volta diviso in Serro Valanidi, Ribbata e Cubba), Trunca, dove si origina la fiumara. All'estremo est, sopra Trunca vi sono i piani di Santa Venere.
Tra le contrade che si avvicendano lungo la strada Pendola-S.Venere, ricordiamo la località di Catriga, una piccola contrada nei pressi del paese di Santa Venere di Reggio Calabria (famoso paese aspromontano perché qui, verso la fine degli anni '70 venne ambientato l'omonimo romanzo Il selvaggio di Santa Venere di Saverio Strati). La piccola frazione, Sorge a poca distanza dal Monte S.Demetrio, e deve buona parte della sua fondazione alla famiglia Alati. Ubicata in corrispondenza del bivio S.Venere - Salice di Cataforio, lungo la strada comunale denominata Pendola, che collega la frazione di Armo con il paese di Santa Venere, la piccola comunità di Catriga è composta da quasi un centinaio di persone, distribuite nelle piccole frazioni di: Cacciotta, Biasi, Catriga centro, Catriga vecchia. L'economia locale è fortemente incentrata su agricoltura e pastorizia. Per quanto riguarda l'artigianato, è fortemente presente la produzione di carbone da legna nonché la produzione di manufatti in legno caratteristici del luogo (ricordiamo "ù Coddari" e "ù Croccu", rispettivamente il collare in legno intarsiato per gli ovini ed il caratteristico bastone del pastore). Negli ultimi anni si è assistito ad un graduale impoverimento delle risorse umane, dovuto in massima parte alla migrazione di queste verso altre realtà economicamente più solide. A partire dagli anni '90, quindi, si è verificato un lento quanto inesorabile deflusso di residenti che sono emigrati in città, al nord Italia ed anche all'estero, sulla scorta di quanto accaduto negli anni '50 e '60. .

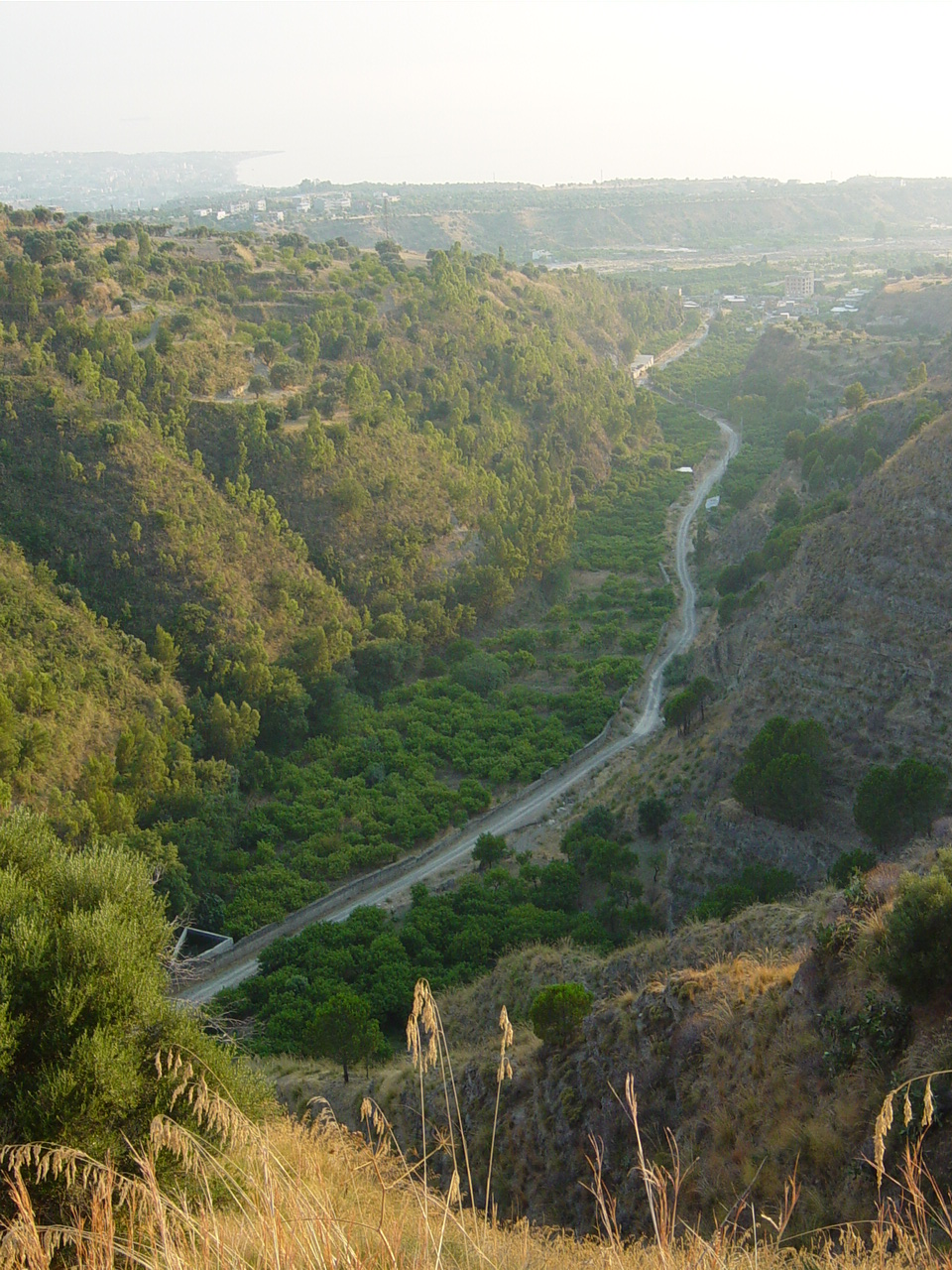
La fiumarella Pernasiti, affluente del Valanidi e Punta Pellaro in lontananza.

L'edificato si sviluppa principalmente sulla strada che collega tutte queste frazioni l'una con l'altra.
La zona bassa della fiumara è stata adibita, nonostante fosse impossibile per vincoli sovraordinati (vincolo fiumare) a zona industriale, mortificando le già precarie colture di bergamotto, un tempo fiorenti e redditizie. Già da tempo invece, non esiste più la pratica di raccogliere e intrecciare giunchi per farne panieri (panàra) poiché la portata d'acqua si è lentamente ridotta a causa della sottrazione durante il percorso per uso agricolo e per le modificate condizioni climatiche, portando alla scomparsa della specie.

## Monumenti e luoghi d'interesse
A Rosario Valanidi, sopra una rupe rocciosa, è stata costruita nel XVII secolo la chiesa di San Nicola in Vermicudi, dedicata al Santo che, secondo la leggenda, volle indicare l'ubicazione della stessa con un miracolo: le formiche (vermicùdi) avrebbero portato lassù i materiali da costruzione durante la notte. Il miracolo si ripeté per tre notti consecutive, poiché i manovali riportavano i materiali a valle ogni giorno. All'alba del terzo giorno il sacerdote di Rosario propose un'ulteriore prova: gettare un'ampollina di vetro e un uovo dalla sommità della rupe. Questi due oggetti furono ritrovati integri a valle.
È ancora presente, fra i silos degli stabilimenti che trattano materiali inerti per l'edilizia (principale oggetto di lavorazione della zona) e su suolo privato, la chiesa - oggi abbandonata - dedicata alla Madonna dei Poveri.
A meno di un chilometro a Nord di Rosario Valanidi, costruito sul fianco della montagna, sorge il paese fantasma di Gumeno, oggi abitato da tre famiglie; la maggior parte delle case, realizzate in pietra e mattoni pieni con solai in legno e tetti con tegole a coppo, è ormai ridotta a ruderi. Nel 1955 furono costruite delle case popolari che sorsero un paio di tornanti prima del paese, ma l'inadeguatezza delle strutture e la posizione probabilmente infelice hanno portato all'abbandono anche di questo agglomerato, culminato nel 1973 con un'alluvione.

### Il parco Longhi-Bovetto, e il centro sportivo Francesco Cozza
L'area su cui insiste il centro sportivo Francesco Cozza, denominata "Parco Longhi Bovetto" ha una storia molto travagliata. Nata come cava di argilla per la fornace che nelle vicinanze produceva laterizi ha visto, negli anni, perdere l'interesse dell'industria edile dopo la chiusura della fornace. Fu dichiarata un suolo utile per lo smaltimento dei rifiuti solidi urbani e, per un breve periodo di tempo, utilizzata a tale scopo, ma una sentita protesta dei cittadini costrinse la giunta comunale - guidata da Italo Falcomatà - a cambiare nuovamente la destinazione d'uso della cava. Fu così eretto uno stadio e costruito intorno un parco non molto curato che passò a gestione privata nel 2002. Da allora è un punto di ritrovo estivo per i giovani. Grazie allo stadio, rifinito con erbetta sintetica da un'iniziativa privata, è sorta la scuola calcio Francesco Cozza.
Il recupero dell'area di Longhi-Bovetto, in realtà era già previsto nel progetto iniziale di realizzazione della discarica: il sito, già abusivamente utilizzato per scaricarvi rifiuti di ogni tipo ed in condizioni di gravissimo degrado, fu destinato in via temporanea all'utilizzo come discarica e, trascorso il periodo stabilito, furono realizzate le opere che l'amministrazione del sindaco Italo Falcomatà si era impegnata a porre in essere per il recupero e la consegna dell'area alla fruizione collettiva.

### Il centro sportivo La Pinetina
È presente accanto al depuratore di Ravagnese il Centro Sportivo "La Pinetina". Nato nel 1996 in un’area di proprietà comunale di 10.000 mq, sono presenti due campi di gioco a 11 e a 5 in erba sintetica , oltre a spogliatoi , un bar e una sala conferenze. Gioca all'interno di essa la squadra giovanile "Reggio 2000" , ex affiliata Milan e Reggina, che dal 1996 al 2022 ha usufruito dell'impianto per vari campionati giovanili FIGC e scuola calcio la quale ha ospitato diverse squadre e giocatori di serie A dal calibro di David Di Michele o Roberto Mancini all'interno di essa.  A partire dal 2017 è in corso una lotta fra il comune e la Società per l'affiliazione della struttura, in quanto la convenzione che legava Reggio 2000 all'impianto non poteva essere rinnovata. Nel 2022 la struttura è stata sgomberata da parte del comune e vandalizzata in modo vergognoso. Sotto denuncia del Presidente di Reggio 2000 Giovanni Cilione sono stati ribaditi più volte i rischi che potevano accadere i quali secondo lui, erano ovviamente a conoscenza da parte del comune che non ha provveduto a niente per mettere successivamente in sicurezza l’impianto.

## Geografia antropica

### Croce Valanidi
Croce Valanidi (Crùci) è una frazione situata in prossimità dell'uscita della statale 106 di San Gregorio. Qui si trovano il centro sportivo Francesco Cozza, il museo della 'ndrangheta e la chiesa parrocchiale di Santa Maria dell'Arco, comunemente nota con il titolo di Santa Croce, costruita nel 1967 e consacrata dall'arcivescovo Giovanni Ferro in ricordo delle 44 vittime dell'alluvione che colpì il quartiere nel 1953. La frazione comprende anche le località di Bovetto, Luppinari e Pernasiti. Croce Valanidi conta circa 1 700 abitanti.

### Oliveto
Oliveto (U Livitu) è una frazione compresa nella circoscrizione. Vi si trova la chiesa parrocchiale di Santa Maria Madre della Consolazione. Oliveto conta circa 400 abitanti. Nei pressi è situata la piccola località di San Giuseppe.

### Rosario Valanidi
Rosario Valanidi è una frazione compresa nella circoscrizione. Vi si trova la chiesa parrocchiale seicentesca di San Nicola. È suddivisa in Serro Valanidi, Ribbata e Cubbaconta, e comprende anche la piccola località di Candico. Rosario Valanidi conta circa 1 000 abitanti.

### San Gregorio
San Gregorio (San Griòli) è la principale frazione della circoscrizione e si trova in prossimità dell'aeroporto. In forte espansione urbanistica ed è situato lungo la strada statale 106 Jonica e servita da uno svincolo che conduce al centro dell'abitato. Nella frazione si trova la chiesa parrocchiale di San Gregorio Taumaturgo. San Gregorio conta circa 1 400 abitanti. È servito dalla stazione ferroviaria di Reggio Calabria San Gregorio.

### Santa Venere
Santa Venere è una frazione di Trunca
. Vi si trova la chiesa parrocchiale di Santa Croce. Conta 511 abitanti.

### Trunca
Trunca è una frazione situata all'origine del Valanidi, dove si trova la sorgente dalla fiumara. Vi si trova la chiesa di Sant'Anna. Trunca conta 675 abitanti.

## Infrastrutture e trasporti
Nel quartiere è situato l'aeroporto di Reggio Calabria.
La Strada statale 106 Jonica attraversa la "forbice", passando sotto i due letti del torrente, mentre a pochi metri dal mare, la ferrovia vi passa sopra.

## Sport
Nella circoscrizione si trova lo Stadio comunale "Sirianni" inaugurato nell'anno 2010, con una capienza di circa 1 200 posti, dove gioca la squadra di calcio del Reggio Ravagnese 1960 che milita nel campionato di eccellenza calabrese, oltre al settore Giovanile e la scuola calcio Accademia Reggio Ravagnese. 
L'impianto di Ravagnese è stato utilizzato dalla squadra dell'Hintereggio per le partite casalinghe dei campionati di serie D.
La fiumara del Valanidi provocò nel 1953 un'alluvione che costò ai paesi interessati oltre un centinaio di vittime. La chiesa dell'Esaltazione della Santa Croce, eretta negli anni sessanta a Croce Valanidi, contiene una stele marmorea recante i nomi delle vittime.